# Бравура, Александр Александрович
Александр Александрович Бравура (1823–10 (22) ноября 1890) — русский архитектор. Академик архитектуры Академии художеств, автор ряда зданий в Санкт-Петербурге.

## Биография
Ученик Академии художеств с 1840 года. За время обучения получил малую (1841) и большую (1846) серебряные медали. В 1847 году удостоен звания художника с правом на чин XIV класса. В 1850 году получил звание «назначенного в академики» и в том же году получил звание академика за «проект гостиницы для столицы».
На службе с 1847 года. В 1850–1851 годах состоял на службе в Правлении I округа корпуса инженеров военных поселений. Архитектор Министерства императорского двора (1857–1879), IV отделения Собственной Его Императорского Величества канцелярии (1864–1879), Министерства внутренних дел (1870–1879).
Имел награды: орден Святой Анны 2-й степени (1874), медаль «В память войны 1853—1856». Действительный статский советник (1876).
В Петербурге жил по адресу 7-я Рождественская улица, 40 (1860-е — 1880-е). 
Скончался 10 (22) ноября 1890 года.

## Проекты и постройки
- Мирониевская церковь Егерского полка (участие в строительстве, по проекту К. А. Тона). Набережная Обводного канала, 99 (1850—1855)[3];
- Особняк С. В. Гвейера (перестройка). Английская набережная, 70 (1859);
- Дом Челышева (пристройка). Галерная улица, 25 (1859)[8];
- Особняк М. Ладомирской. Улица Жуковского, 61 (1859; перестроен)[4][9];
- Дом Министерства внутренних дел (перестройка). Большая Морская улица, 20 (1873)[4][10];
- Особняк А. И. Шаховского (оформление парадной лестницы, интерьеры). Литейный проспект, 14 — Фурштатская улица, 1 (1873)[11];
- Дом М. Ю. Гедерстерн (перестройка). Улица Маяковского, 32 — Басков переулок, 11 (1874)[4][12];
- Спасо-Преображенский собор (ремонт). Преображенская площадь (1875);
- Доходный дом Ф. В. Коробова. Кирочная улица, 44 (1876)[4][13];
- Доходный дом Л. И. Яковлевой (включено существовавшее строение). Мясная улица, 5 (1881)[4][14];
- Собственный доходный дом. 4-я Советская улица, 29, левая часть (1881; перестроен)[4][15].